# Histoire du jeu d'échecs
L'histoire du jeu d'échecs — jeu de société combinatoire abstrait pour deux joueurs — est longue de plus de 1 500 ans.
L'origine du jeu fait l'objet de plusieurs hypothèses. Le jeu, dans sa forme primitive, est né en Asie entre le IIIe et le VIe siècle de notre ère. Le lieu précis est toujours discuté : Inde, Chine, ou Asie centrale (entre la Perse et l'Ouzbékistan). Arrivé en Perse sous le nom de Chatrang au VIe siècle, il est adopté par le monde musulman au Moyen-Orient et y connaît un grand développement qui prépare sa forme moderne.

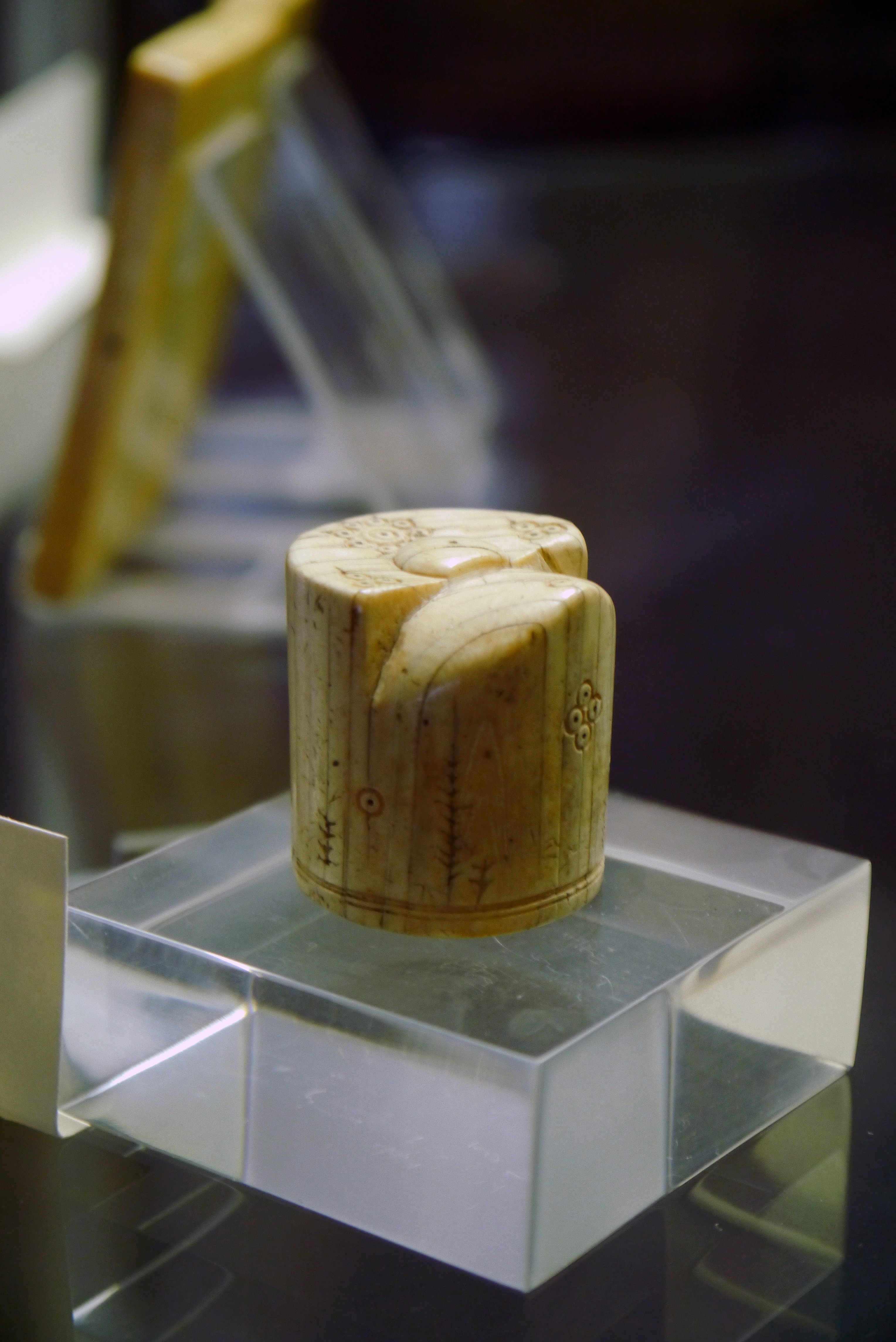
Pièce du jeu arabe de Shatranj, IXe siècle.

Le jeu du Shatranj parvient en Europe occidentale avec l'expansion de l'islam, d'abord en Afrique du Nord, en Espagne, puis en Italie, il y évolue lentement. Les règles modernes, qui accélèrent le jeu, apparaissent pendant la Renaissance et sont figées avec l'apparition des premiers traités imprimés pour donner le jeu que nous connaissons aujourd'hui.
En Extrême-Orient, les échecs se sont développés à partir de sa version chinoise, le Xiangqi, en Corée et au Japon au Xe siècle.
Au terme d'un processus de normalisation, le jeu d'échecs dans sa forme moderne est désormais répandu dans le monde entier, et il est pratiqué par de nombreux joueurs, librement ou affiliés à des clubs et des fédérations nationales. Des compétitions sont organisées à tous les niveaux, y compris les championnats du monde et les Olympiades sous l'égide de la Fédération internationale des échecs. Il existe un système de classement des joueurs en fonction de leur force appelé le Classement Elo, dominé par les maîtres et grands maîtres internationaux. Dans ce contexte, le jeu d'échecs joue un rôle sur la scène internationale et ses compétitions ont notamment été l'un des théâtres de l'opposition entre les États-Unis et l'Union soviétique pendant la Guerre froide.

## Antiquité et Haut Moyen Âge: les origines incertaines du jeu d'échecs

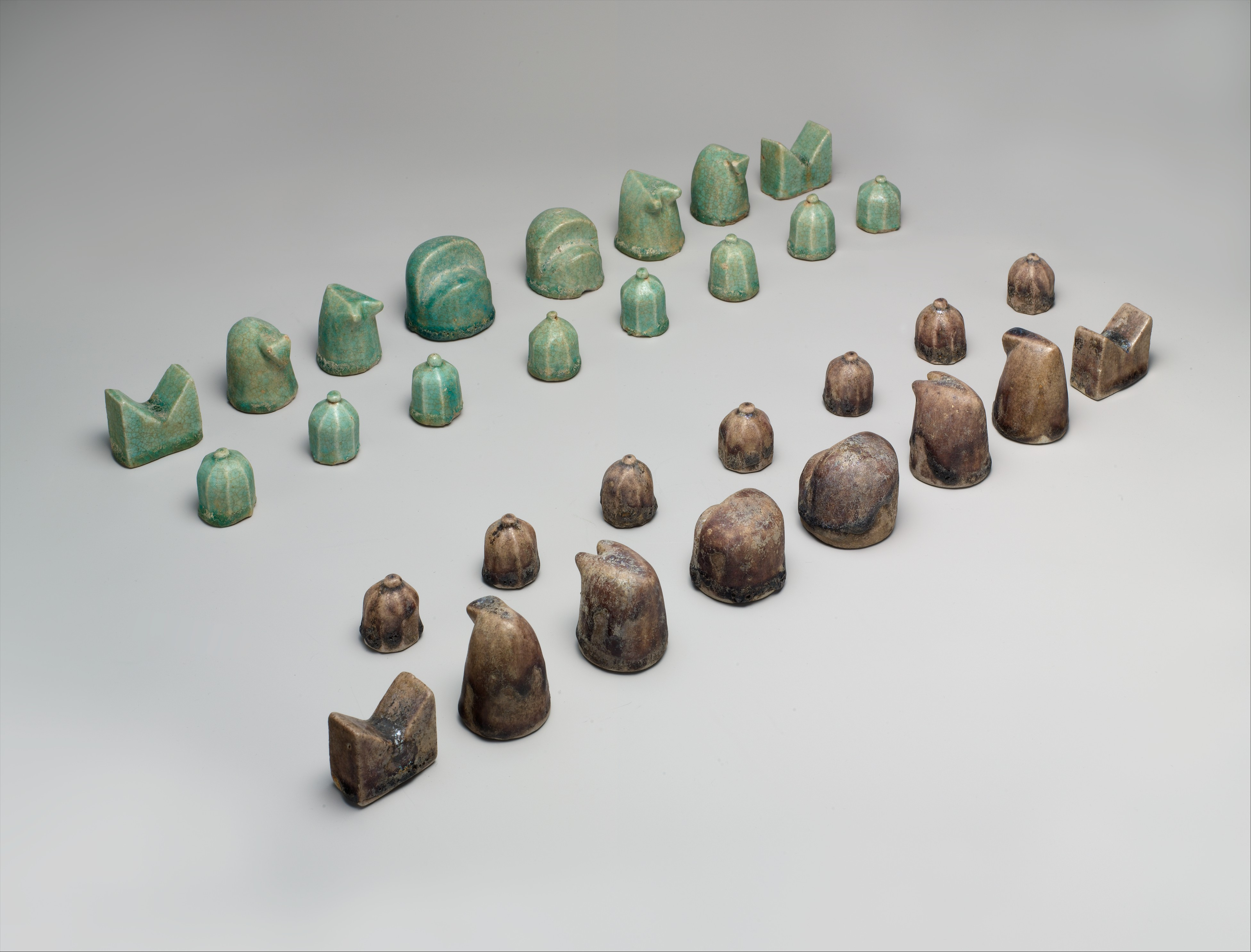
Jeu d'échecs datant du XIIe siècle, New York Metropolitan Museum of Art

Le jeu moderne des échecs européens diffère fortement des versions primitives. Il existe des jeux d'échecs différents, persans (chatrang), indiens (chaturanga), arabes (shatranj), mongols (shatar), européens, birmans (sit-tu-yin), thaïs ou cambodgiens (makruk), malais (catur), chinois 象棋 (xiangqi), coréens (janggi), japonais (shogi), etc. Tous ces jeux partagent un ensemble de traits qui renvoient à une véritable préhistoire puisqu’il n’existe aucun témoignage direct et sans équivoque du supposé ancêtre commun. Or, si l’histoire du développement des échecs se trouve largement décrite et bien connue, les origines restent enveloppées d’un voile opaque qui les renvoie le plus souvent à une naissance indienne ex nihilo.
Pourtant, un examen objectif des sources disponibles révèle vite la fragilité de cette thèse très répandue.
L'histoire des échecs a elle aussi sa propre « histoire », riche et surprenante. Cette dernière est née dès les premières diffusions du jeu et a tout de suite mêlé l’épopée et la légende. Puis une réaction exagérément rationnelle est venue créer un nouveau mythe : la primauté d’un ancêtre, chaturâjî ou chaturanga, joué aux dés par quatre protagonistes avant qu’un sage élimine le hasard et réduise la partie à deux adversaires.
Cette belle fable est aussi séduisante que tenace. Pourtant, elle est très certainement fausse.

### Trois zones géographiques aux origines des échecs

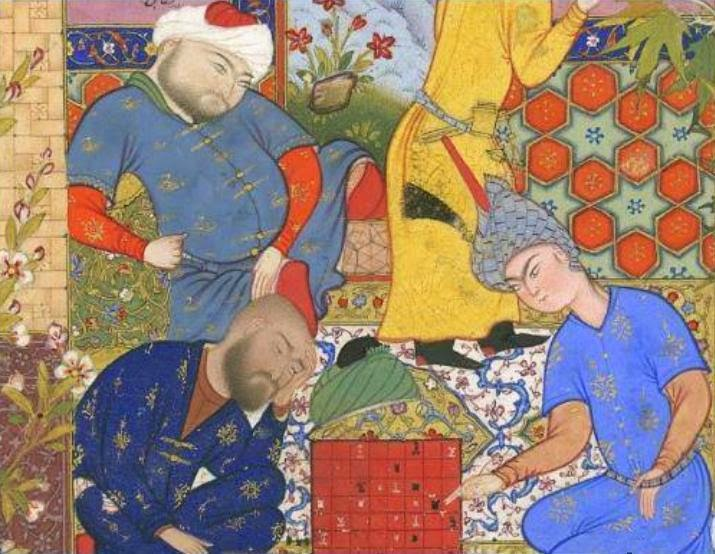
Jeune Persan jouant aux échecs avec deux prétendants. Illustration tirée des Sept Trônes de Djami, dans l'histoire « Un père avise son fils à propos de l'amour » (entre 1556 et 1565).

L’origine du jeu d’échecs reste un sujet controversé. En effet, comme l'écrit Richard Eales dans son livre Chess, The History of a Game, la recherche des origines des échecs est similaire à la recherche du « chaînon manquant » dans l'évolution humaine.  
Les premiers échecs se jouaient donc très probablement à deux joueurs. Mais où et quand sont-ils apparus ? Les échecs sont assurément un jeu asiatique et trois ensembles géographiques posent leur candidature au titre de berceau du roi des jeux. Ces trois ensembles sont eux-mêmes très vastes :
- L’Inde du Nord, du Cachemire à la haute vallée du Gange, en passant par le Sind et le Pendjab, le bassin de l’Indus (aujourd’hui largement au Pakistan).
- La Chine historique, c’est-à-dire le bassin du Huang He (fleuve Jaune) et peut-être celui du Yangzi Jiang, plus au sud.
- La grande sphère iranienne entre les deux, les pays traversés par l’antique Route de la soie : la Perse mais aussi le Gandhâra, la Bactriane, le Khwarezm, la Sogdiane, la Sérinde, soit l’Asie centrale de l’Iran et de l’Afghanistan au Xinjiang. Linguistiquement et culturellement, ces régions se rattachaient à la sphère iranienne.

### Anciens textes
En matière de témoignages écrits, la Perse présente les arguments les plus forts avec les trois plus anciens textes connus et reconnus. La revendication indienne s’est érodée par rapport à ce que l’on croyait il y a cent ans, nous laissant une seule source antique, opaque et allusive. La Chine n’offre que des témoignages tardifs, les premières traces remontent en 800.

#### Textes persans: le chatrang
Le jeu d'échecs entre dans l’Histoire au cœur de l’Iran médiéval en opposant déjà deux armées de seize pièces. Trois textes rédigés en pehlevi (moyen persan) montrent que les échecs étaient connus dès l’an 600 en Perse.
Le premier est le Wizârîshn î chatrang ud nîhishn î nêw-ardakhshîr (L’Explication du chatrang et l’invention du nard). Écrit vers l’an 600, il décrit l’arrivée des échecs à la cour des empereurs Sassanides avec une ambassade d'un roi de l'Hind (Sind actuel, sur les berges de l'Indus), leur décryptage et l’envoi en retour du Takhteh Nard (un ancêtre du backgammon) au roi indien qui sera incapable d’en percer le mystère, et devra se résoudre à verser un tribut au Roi des rois iranien. Les détails fournis par ce texte originel ont attiré l’attention des historiens. Les six types de pièces sont déjà nommés et certaines se trouvent grossièrement décrites.
Le deuxième texte, le Kârnâmag î Ardakhshîr î Pâbagân (Le livre de geste d’Ardakhshîr fils de Pâbag), composé sous Khusraw II (590-628) était une épopée à la gloire d’Ardakhshîr, le fondateur de la dynastie. Le troisième, le Khusraw î Kawâdân ud Rêdag (Khusraw fils de Kâwâd et son page), détaillait l’éducation des jeunes princes. Ces œuvres passaient en revue les arts en faveur à la cour et le chatrang figurait en bonne place, aux côtés du chôbagân (le polo), du dressage de chevaux et du nêw-ardakhshîr (le Takhteh Nard). Les nobles persans tenaient les échecs en haute estime.

#### Inde
Contrairement à ce que l’on pourrait attendre, l’Inde n’est pas aussi riche en témoignages. Certes, ashtâpada et chaturanga sont deux mots sanskrits très anciens souvent associés aux jeux. Le premier, signifiant littéralement « huit pieds », apparaît pour la première fois dans un texte bouddhiste daté d’entre le IVe et le IIIe siècle av. J.-C. : le Vinayapitaka. Cependant ce n’est pas encore d’échecs qu’il s’agit mais d’un jeu de dés sur plateau. De même, le mot chaturanga figure dans les épopées classiques comme le Râmâyana, composées avant notre ère, mais il désigne alors un terme militaire s’appliquant à la quadruple constitution de l’armée (infanterie, cavalerie, éléphants et chars). En outre, les premières références autrefois reconnues pour les échecs en Inde se trouvent démenties ou contestées aujourd’hui. Plus aucun historien ne reconnaît d’allusion aux échecs dans le Vâsavadattâ de Subandhu, écrit vers 620. Seul, le Harshacharita, histoire officielle du roi Harsha de Kânnauj, écrite peu après 643 par le poète Bâna, conserve encore quelque crédit. Bâna louait la paix prévalant sous le règne de ce grand roi bouddhiste : « Sous ce monarque, […] les seuls combats de rois étaient ceux des sculpteurs d’argile ; seules les abeilles se querellaient pour collecter la rosée ; les seuls pieds coupés étaient ceux des mesures, et seulement de l’ashtâpada on pouvait apprendre les positions du chaturanga, on ne coupait pas les membres des condamnés… ». Tout se lit à double sens. Chaturanga renvoie à l’armée quadripartite mais aussi, peut-être, au jeu d’échecs. Cependant, tous les experts ne sont pas convaincus par cette interprétation car il en existe d'autres.
Curieusement, alors que l’Inde classique possède une très riche littérature où les mentions de jeux de dés sont fréquentes, la prochaine allusion ferme (mais brève) aux échecs ne se trouve que vers 850 au Cachemire avec le Haravijaya (La victoire de Shiva) de Ratnâkara, et la première description complète n’intervient qu’au XIIe siècle avec le Mânasollâsa du roi Someshvara III. À cette date, les Arabes ont déjà tout écrit.
En Europe, il faut attendre le milieu du XVIIe siècle pour que le poète Jean-Francois Sarrasin (1614-1654) établisse l’origine indienne du jeu dans un court essai intitulé « Opinions du nom et du jeu des eschets », rédigé en 1647-48 et publié après sa mort dans Les Œuvres de Monsieur Sarasin, éd. Gilles Ménage, Paris, 1656 (p. 259-277). Sarasin est le premier à démontrer, avec des arguments solides, que les échecs viennent d’Inde, et ont été transmis par les Persans et les Arabes.
L’étape suivante est accomplie en 1694 par l’orientaliste anglais Thomas Hyde dans son traité, en latin, publié sous le titre  Mandragorias seu Historia Shahiludii. Hyde approfondit la piste ouverte par Sarrasin avec des précisions philologiques que sa connaissance des langues orientales lui permettait d’avancer. Il reproduit en outre les pièces typiques du canon persan. Hyde cite Sarasin dans sa bibliographie.

#### Chine: les ancêtres du xiangqi
En Chine, les sinogrammes xiang et qi, déjà associés dans le sens d’un jeu, figurent dans des textes très anciens comme le Zhaohun (Le rappel de l’âme), un poème de Song Yu présent dans le Chuci, recueil du IIIe ou IIe siècle av. J.-C., et dans le Shuo yüan du  Ier siècle av. J.-C. On ignore cependant de quel jeu il s’agissait. Au  VIe siècle apr. J.-C., un xiangxi apparaît dans certains livres comme le Xiangjing (Classique du jeu des symboles) attribué à l’empereur Wu (Zhou du Nord). Cet ouvrage a été perdu mais sa préface, écrite par Wang Bao († 576) nous est parvenue. On y découvre la description énigmatique d’un jeu astrologique. Ce xiangxi pourrait être lié au mystérieux liubo, jeu de course apprécié en Chine sous les Han mais dont les règles sont aujourd’hui perdues. La relation avec le xiangqi actuel demeure complètement inconnue. Rien ne prouve que ce jeu céleste corresponde aux échecs. Mais personne ne peut affirmer qu’il ne s’agissait pas des échecs. Cette question reste sans réponse.
L’existence du xiangqi devient indiscutable avec la parution du Xuanguai lu, un recueil de fables écrit par le ministre des Tang, Niu Sengru, à la fin du VIIIe siècle. Dans l’une d’elles, le héros Cen Shun aurait rêvé d’une bataille à venir. Au lendemain de la victoire, ses proches pénètrent dans sa chambre et y trouvent une vieille tombe. Ils l’ouvrent et découvrent un échiquier dressé avec des pièces d’or et de bronze.

### Données archéologiques
Les plus anciennes pièces d’échecs connues sont les sept qui ont été trouvées en 1977 à Afrassiab, près de Samarcande en Ouzbékistan. Il s’agit de petites figurines en ivoire, hautes de 3 à 4 cm : deux soldats à pied portant une épée et un bouclier, un cavalier pareillement armé, un éléphant monté et un homme chevauchant une sorte de fauve, deux chariots très différents l’un de l’autre, l’un étant probablement « royal ». Ces pièces furent datées du VIIe siècle, en tout état de cause d’avant 712 à cause de la présence d’une pièce de monnaie dans la même couche des fouilles.
Certains archéologues britanniques affirment avoir découvert en 2002 une pièce plus ancienne encore, datant du VIe siècle apr. J.-C. à Butrint, au sud de l'Albanie. Cette découverte n'est toutefois pas appuyée par toute la communauté scientifique.
D’autres pièces semblables les ont rejointes, en provenance elles aussi des villes étapes de l’antique route de la soie. Cette route fameuse traversait des régions où vivaient à cette époque des peuples parlant majoritairement des dialectes iraniens. Sogdiens, Korasmiens et Bactriens en particulier contrôlaient le commerce avec des postes avancés jusqu’en Chine. La route de la soie était l’artère principale canalisant tous les échanges. L’Inde, en revanche, a laissé très peu de témoignages archéologiques. Il est vrai que le climat humide et l’utilisation de matériaux périssables rendent les fouilles moins fructueuses. Les plus anciennes pièces de xiangqi connues ressemblent fortement à celles d’aujourd’hui. Les plus antiques remontent à la dynastie des Song du Nord vers 1100. Mais la ressemblance avec des pièces de monnaie est si forte qu’on peut craindre que des pièces de xiangqi, isolées, abîmées, usées, aient été prises pour telles par des collectionneurs, ou pillées.

### Conclusions actuelles
La théorie dominante attribue la naissance des échecs à l’Inde du Nord, vers l’an 500. Ils se seraient d’abord diffusés en Asie centrale, puis en Chine, suivant la route empruntée par le bouddhisme. Cette hypothèse est séduisante. Elle conserve toute sa crédibilité et sa vraisemblance, mais elle peine à tout expliquer.
En effet, la majorité des traces historiques connues à ce jour incline plutôt à placer la naissance des échecs en Asie centrale, entre Iran oriental, Afghanistan, Pakistan, Ouzbékistan, Tadjikistan, Turkménistan, Kirghizistan, Turkestan oriental, bref, tous ces pays qui, à cette époque reculée, se rattachaient à l’Empire sassanide ou, tout au moins, se trouvaient habités par des peuples parlant majoritairement des langues iraniennes.
Les recherches n'ont pas permis — à ce jour — d'amener des éléments concrets comparables pour l'Inde.
Mais il reste une sérieuse objection : plusieurs caractéristiques des échecs chinois, le xiangqi, paraissent plus primitives que celles des échecs primitifs indo-persans (chatrang, chaturanga). L’exploitation des sources archéologiques et le déchiffrement des textes anciens sont loin d’être achevés en Chine, et des découvertes ultérieures balaieront peut-être les idées établies aujourd’hui. Qui plus est, l’énigme obéit peut-être à un schéma plus complexe d’influences multiples et superposées entre les civilisations et leurs jeux.
Le berceau des échecs se cache encore quelque part en Asie.

## Moyen Âge: du shatranj arabe aux échecs européens

### Le shatranj dans le monde arabe

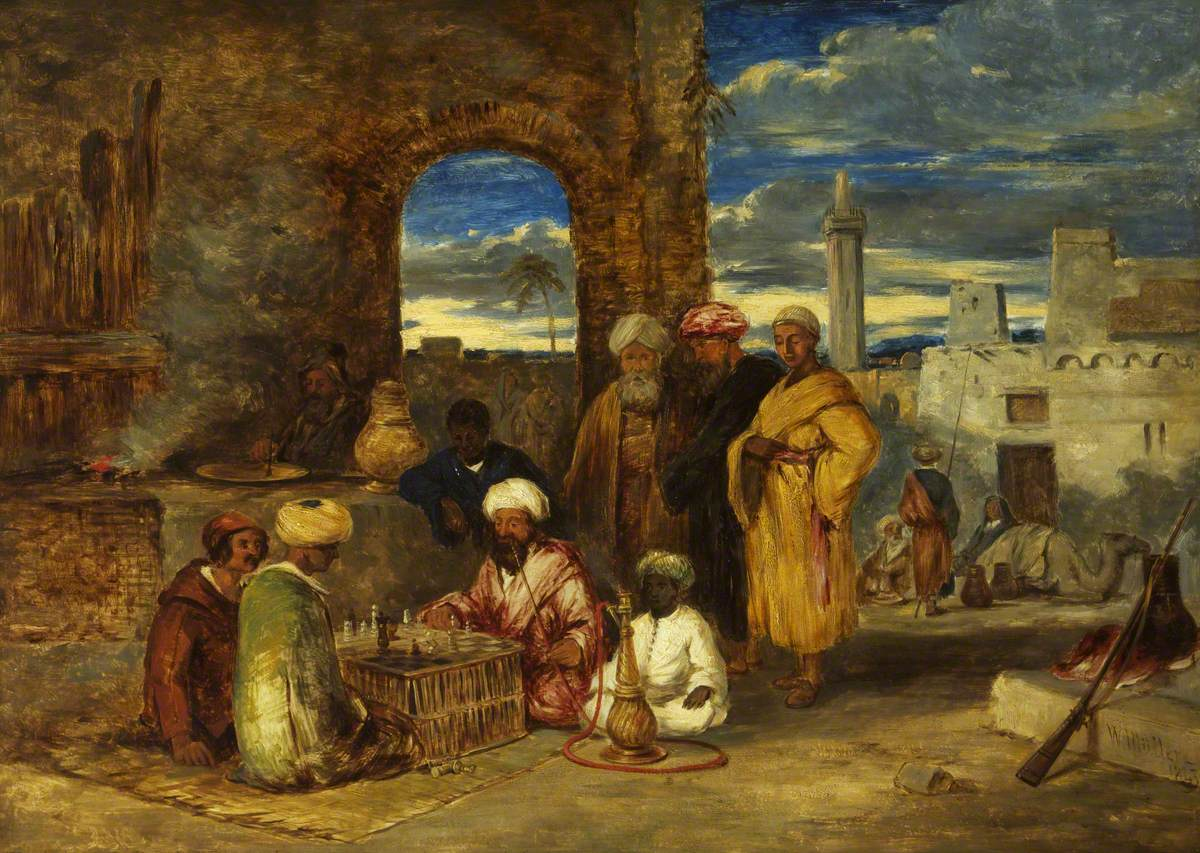
Arabes jouant aux échecs (W. J. Müller, 1843)

Lorsque les Arabes envahissent la Perse, ils adoptent le Chatrang sous le nom de shatranj. Leur rencontre avec ce jeu est fort bien documentée. Les échecs connaissent alors un développement remarquable. C’est au cours des IXe et Xe siècles qu’apparaissent les premiers champions et les premiers traités. Les pièces sont stylisées en raison de l’interdiction de représenter des êtres animés.
On retrouve alors :
- le roi (du persan Châh, c'est lui qui donne son nom au jeu) se déplace d’un pas dans toutes les directions ;
- le conseiller (du persan Farzin ou Vizir) dont le mouvement est limité à une seule case en diagonale ;
- l’éléphant (Fil, forme arabisée du mot persan Pil, cf. sanskrit pīlu) avec un déplacement correspondant à un saut de deux cases en diagonale ;
- le cheval (en arabe Faras, en persan Asp : cheval), identique au cavalier moderne ;
- le Roukh, la tour (du persan Rokh : tour), semblable à la tour actuelle.
- le soldat (en arabe Baidaq, forme arabisée du mot persan Piâdak : piéton, cf. sanskrit padāti : piéton, fantassin), l’équivalent du pion, mais dépourvu du double pas initial.

(Le Roukh était parfois représenté comme un char de guerre. Les Arabes y voyaient un général commandant l’armée. Mais son sens littéral reste obscur. Il semble que pour les Arabes, ce mot n’avait pas d’autre sens que celui de désigner cette pièce au Shatranj, un peu comme le mot rook pour les anglophones aujourd’hui. Le lien étymologique avec le sanskrit ratha : char est peu évident. le mot proviendrait probablement du persan rokh : tour.)

### Arrivée en Europe et évolution

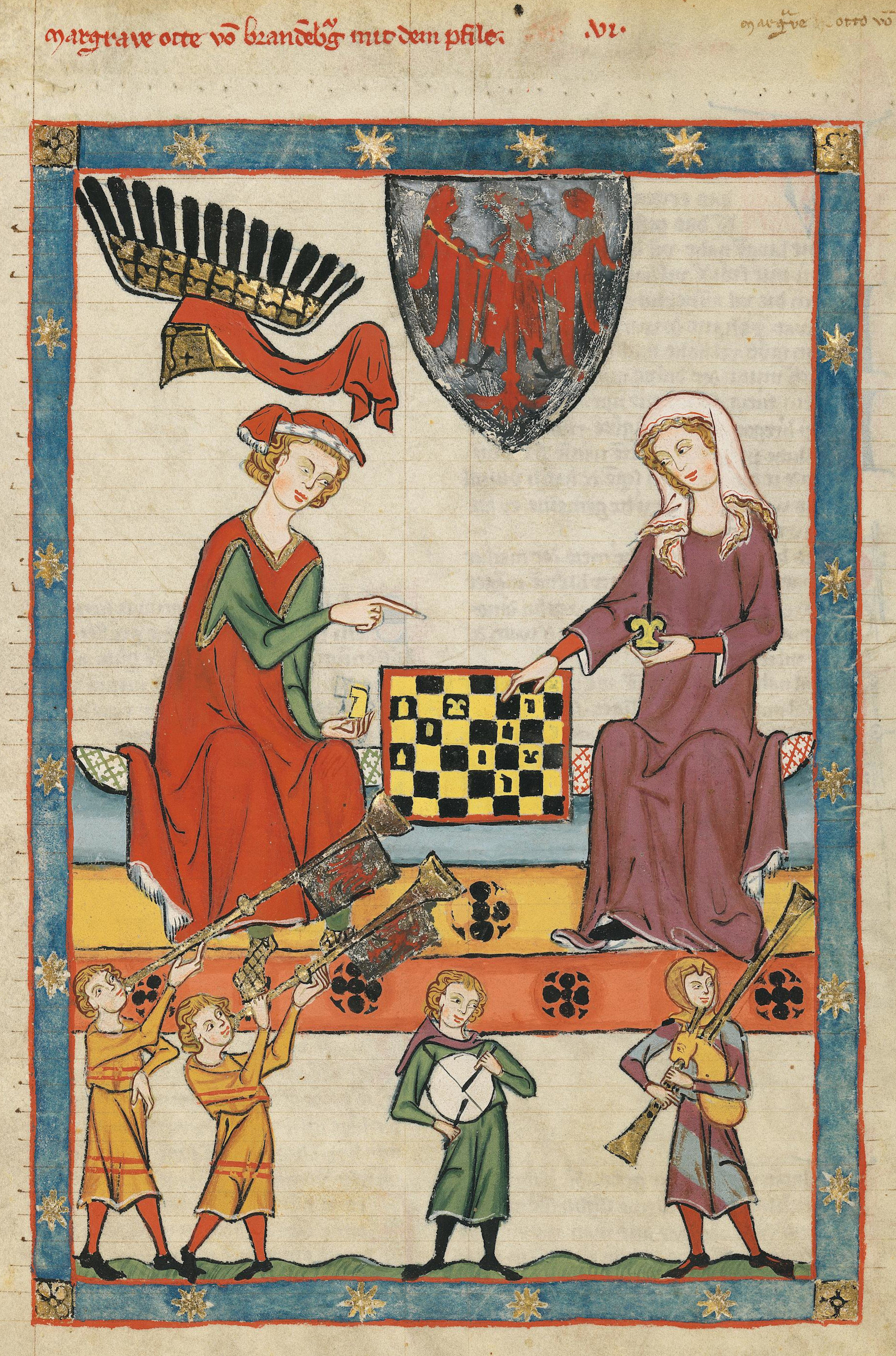
Manuscrit (c.1320)

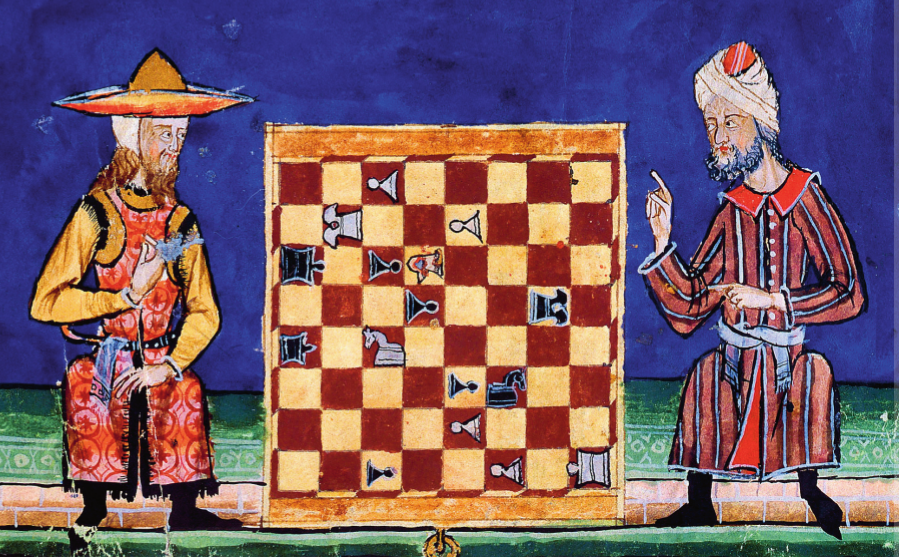
Un Juif et un musulman jouant aux échecs, El Libro de los Juegos (Madrid, al-Andalus,).

Le jeu d'échecs arrive sans doute en Europe par l’Espagne musulmane aux alentours du Xe siècle, ou par l’Italie du sud (Sicile), puis progresse dans toute l'Europe à partir du XIe siècle. Une légende a longtemps attribué un jeu d'échecs à Charlemagne qui l'aurait reçu de la part du calife Hâroun ar-Rachîd, mais dont on pense aujourd'hui qu'il fut fabriqué près de Salerne à la fin du XIe siècle. Le poème latin Versus de Scachis écrit à la fin du Xe siècle contient les premières règles écrites en Europe. En 1010, une mention du jeu a été trouvée dans un testament du comte d'Urgel, en Catalogne.

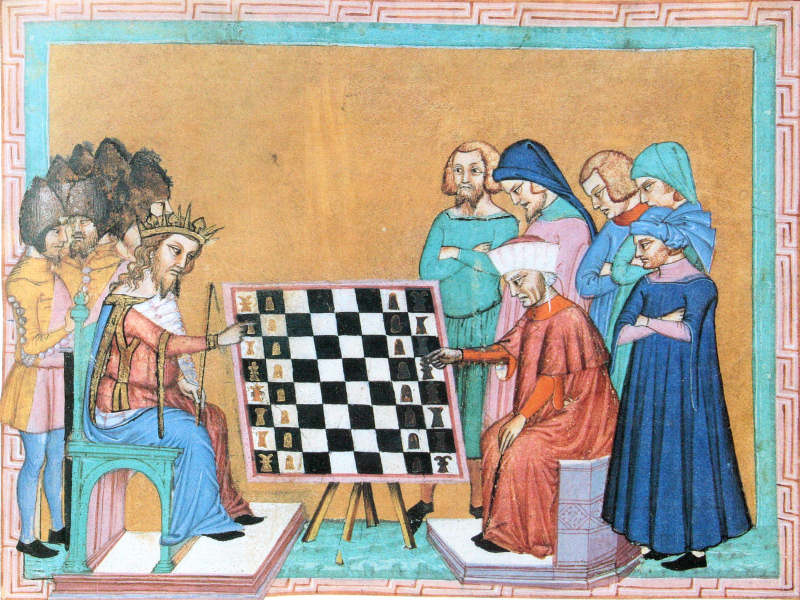
Enluminure, Liber de Moribus, vers 1300.

Le jeu d'échecs est alors souvent pratiqué à l'aide de dés ce qui provoque sa condamnation par l’Église au Concile de Paris de 1212, au même titre que tous les jeux de hasard. Saint Louis reprend cette interdiction dans sa Grande ordonnance de 1254 : « Nous voulons et établissons que tous nos prévôts et nos baillis s’abstiennent de prononcer nulle parole qui tourne au mépris de Dieu, de Notre Dame et tous les saints, et qu’ils se gardent du jeu des dés et des tavernes ». Cette interdiction est peu appliquée, la popularité des échecs atteint son apogée entre le XIIe siècle et le XVe siècle : faisant partie intégrante de l’éducation du futur chevalier, le jeu se répand également dans le milieu de la bourgeoisie à partir du XIVe siècle.

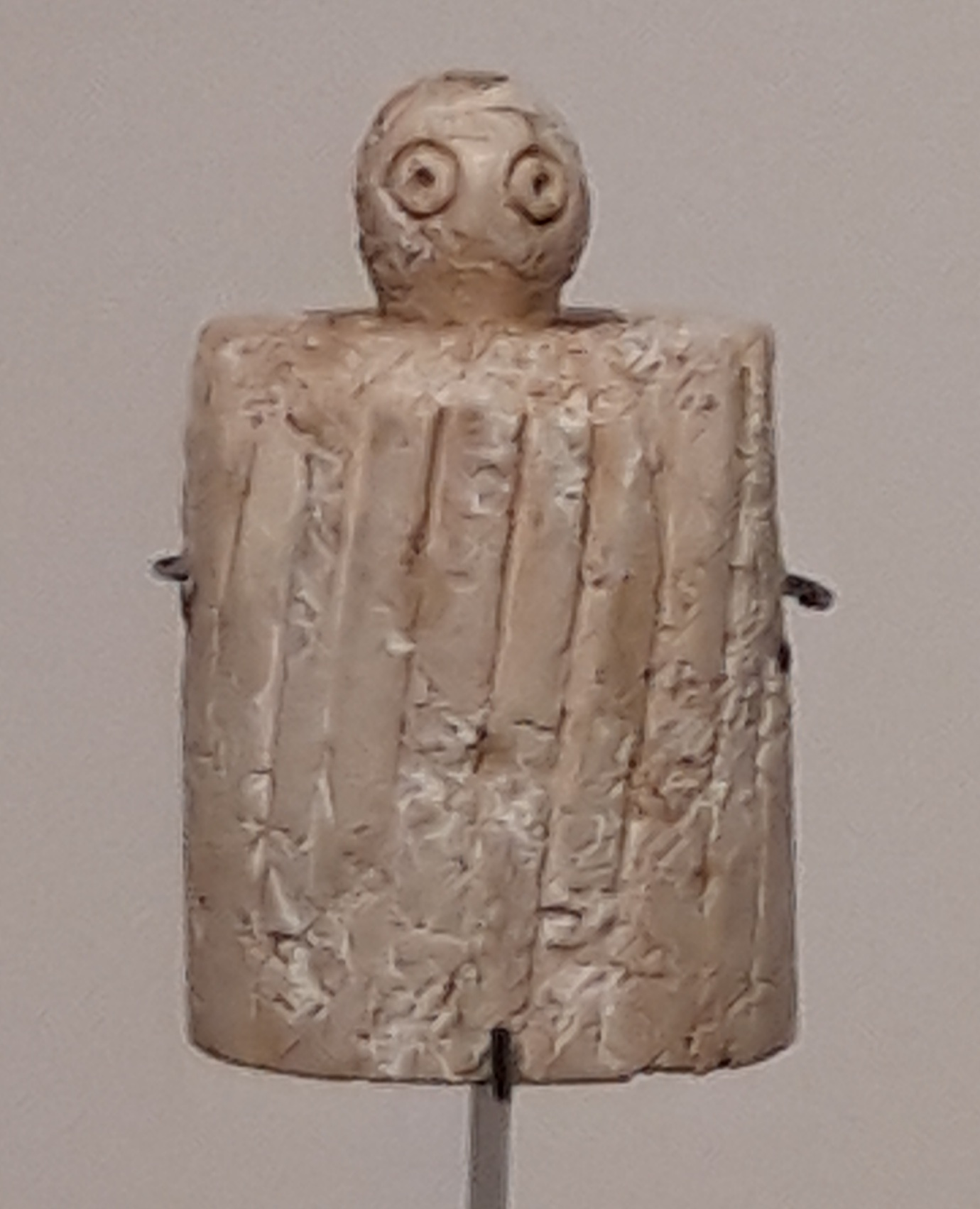
Pièce d'échecs (roi ou dame) en os, probablement du XIIIe siècle. Provenant du château de Cabaret à Lastours.

L’échiquier s'occidentalise au milieu du XIIe siècle, les pièces devenant plus mobiles probablement en lien avec le développement de la poudre à canon qui rend l'artillerie des champs de bataille plus puissante : 
- le plateau devient bicolore avec les cases rouges et noires (qui deviendront plus tard blanches et noires) ;
- le vizir devient fierge (ou vierge), puis reine ou dame (il est difficile de déterminer lequel des deux termes prévalait — sans doute étaient-ils utilisés indifféremment) ;
- l'éléphant (al fil en arabe, qui reste alfil en espagnol aujourd'hui) devient aufin, puis fol ou fou en français ;
- le roukh arabe devient roc (ce nom donnera rook en anglais, le verbe « roquer » en français et désignera la tour d'échecs en héraldique), puis tour vers la fin du XIIe siècle (les tours de guet étant souvent placées en hauteur)[17].

## Renaissance: les règles modernes
Dans certaines régions d'Europe, le double pas initial du pion est pratiqué. Certaines règles permettent au roi ou à la reine (ou dame) d'effectuer un saut à deux cases (sans prise) à leur premier mouvement. Ceci constitue la différence principale avec les règles du Shatranj des pays musulmans. Mais l’évolution la plus importante a lieu à la fin du Moyen Âge, après 1470, en Espagne ou en Italie, lorsque les mouvements limités de la reine (ou dame) et du fou sont remplacés par ceux que nous connaissons actuellement.
Les joueurs de cette époque nomment ces nouvelles règles : « eschés de la dame » ou « jeu de la dame enragée ».
Les plus anciens manuscrits conservés relatifs à ces évolutions sont le manuscrit de Göttingen et le Scachs d'amor. Le premier traité imprimé reflétant ces innovations est généralement attribué à Francesc Vicent, publié en 1495 à Valence, mais il est aujourd'hui perdu. Le deuxième, attribué à Lucena, nous est parvenu.

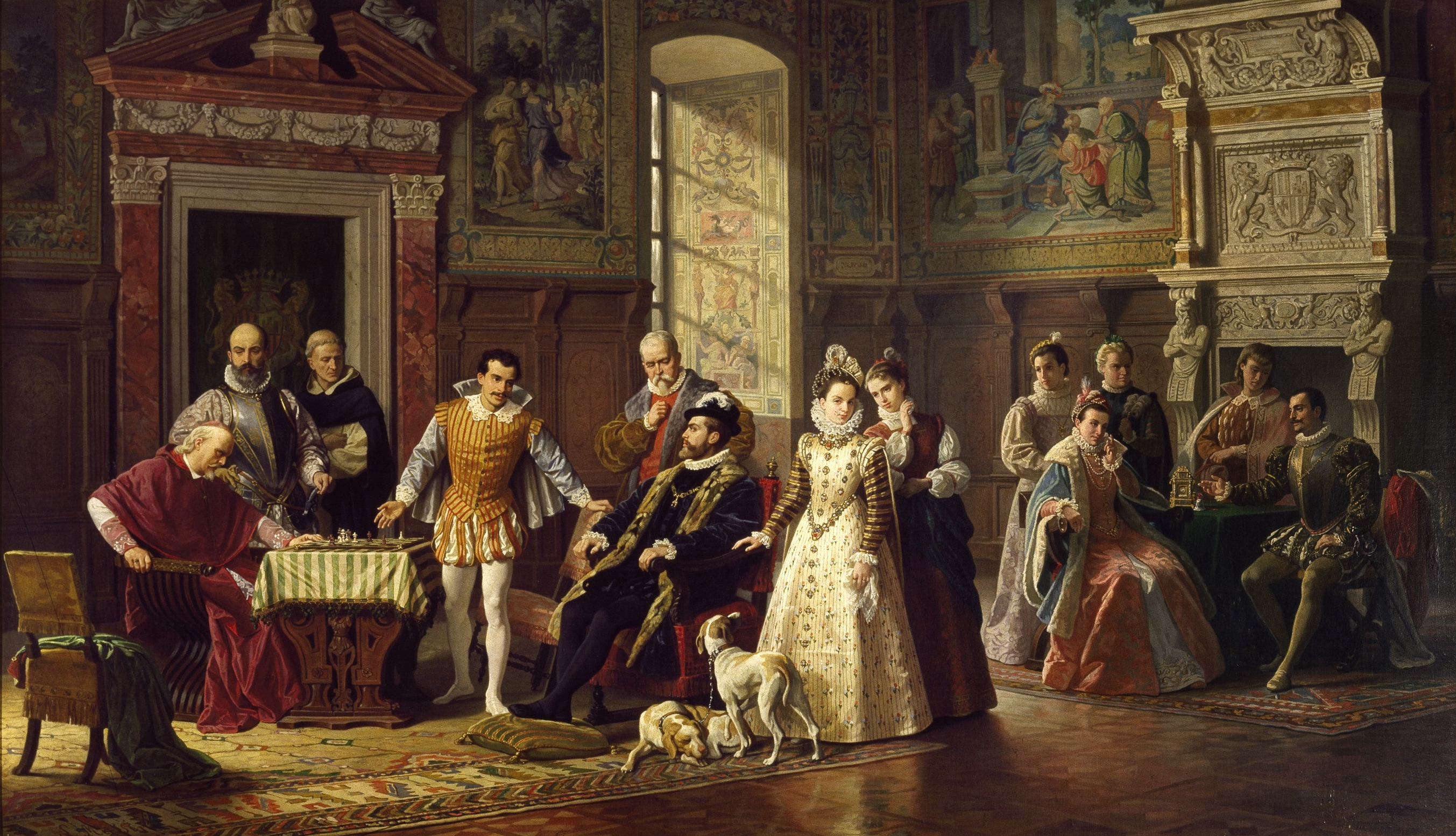
Tournoi d'échecs à la cour du roi d'Espagne par L. Mussini (1883)

Pour parer aux effets dévastateurs des pièces aux pouvoirs renforcés, le roque est inventé vers 1560 et, progressivement, il remplace le saut initial du roi ou de la reine (la dame) qui deviennent obsolètes. On peut considérer que les règles du jeu moderne sont à peu près établies vers 1650.
Si les premiers livres traitant des échecs remontent à l'époque arabe (dans le Kitab-al-Fihrist d'Ibn al-Nadim), la stabilisation des règles en Europe donne naissance à une littérature théorique très riche et on observe notamment l'élaboration des premiers systèmes d'ouverture: certains auteurs et joueurs sont restés dans l'histoire du jeu tel que Pedro Damiano, Ruy Lopez, Gioachino Greco...
En 1575, est organisé à la cour du roi d'Espagne Philippe II le Tournoi de Madrid, considéré comme le premier tournoi international de l'histoire.

## Époque moderne et contemporaine

### 1700-1873: l'ère romantique

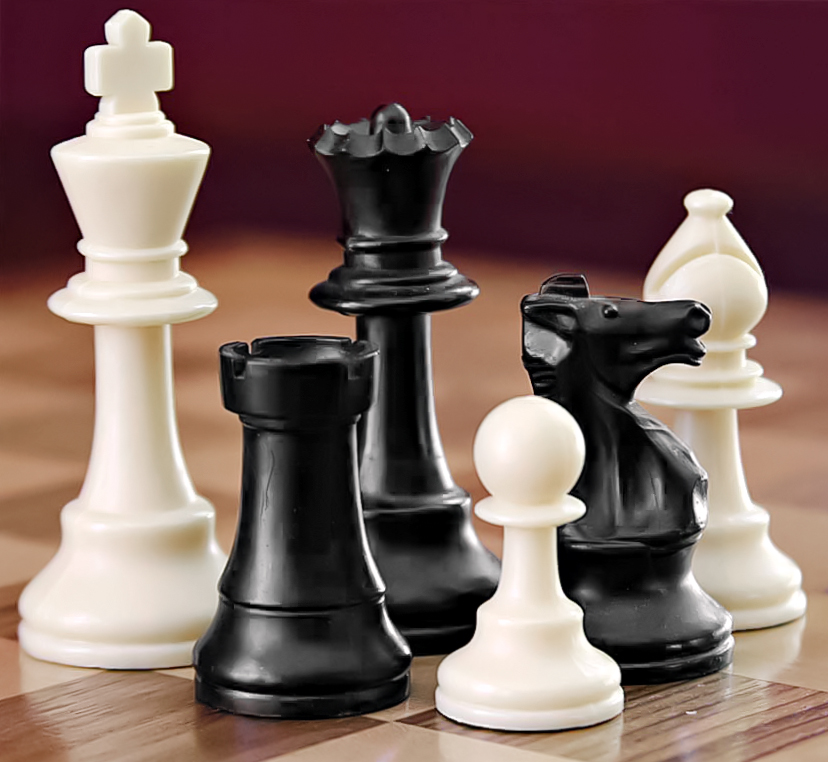
Pièces de type « Staunton »

Au début du XVIIIe siècle, en France, le jeu connaît un fort intérêt, des cafés comme celui de la Régence attirent des forts joueurs et des personnalités du monde entier.

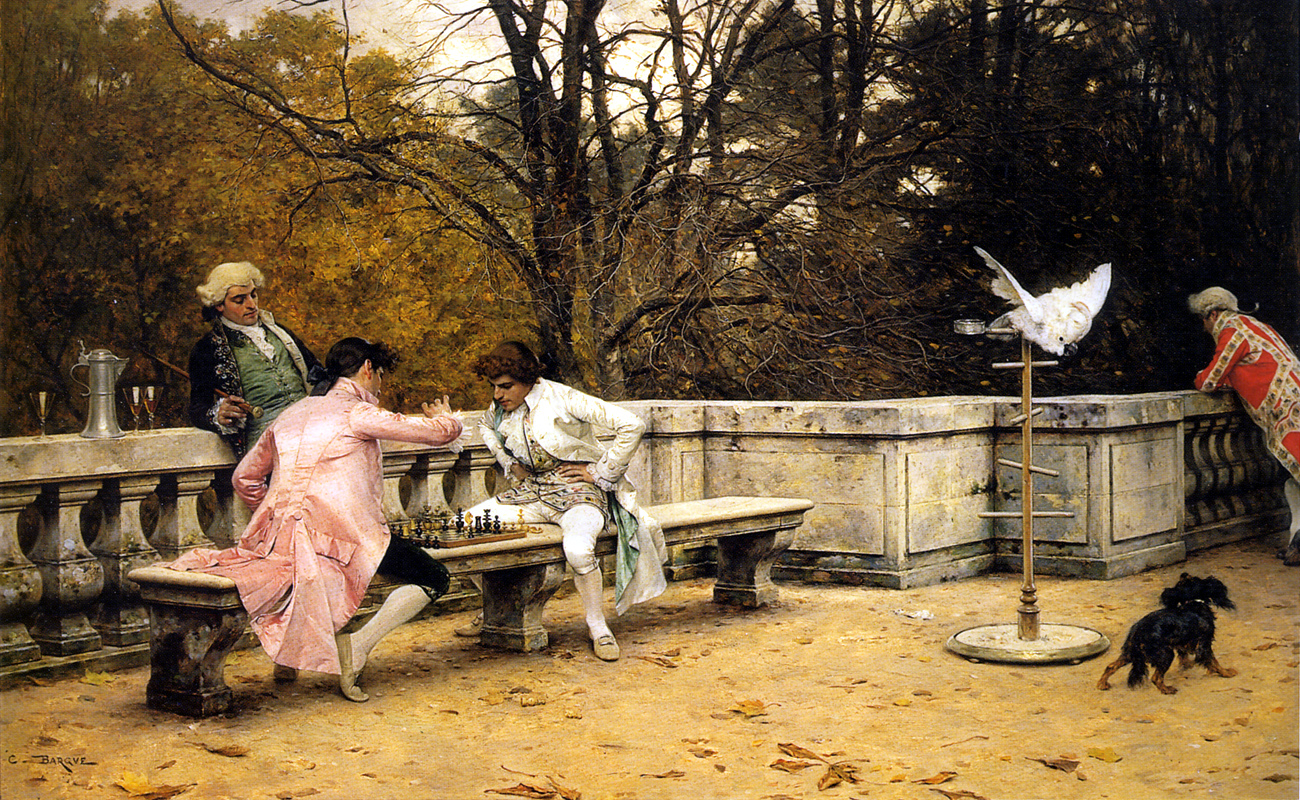
Le Jeu d'échecs sur la terrasse, par Charles Bargue (vers 1882)

François-André Danican Philidor publie L'Analyze des Echecs en 1749, un des premiers traités d'échecs en langue française et un classique du genre.
L'ère romantique des échecs qui avait déjà commencé depuis la Renaissance, connaît son apogée au milieu du XIXe siècle, avec des joueurs comme Paul Morphy, Adolf Anderssen...
L’aspect physique des pièces le plus courant aujourd’hui, le style « Staunton », date de 1850.

### 1873-1945: le développement des compétitions
C’est également durant la seconde moitié du XIXe siècle qu’émergent les échecs modernes. Une multitude de compétitions internationales ont lieu ; les progrès théoriques de l’art de la défense, dus en grande partie à Wilhelm Steinitz, qui est le premier champion du monde officiel en 1886, mettent un terme à l’ère romantique des échecs. C'est l'École viennoise des échecs dite classique qui lui succède.

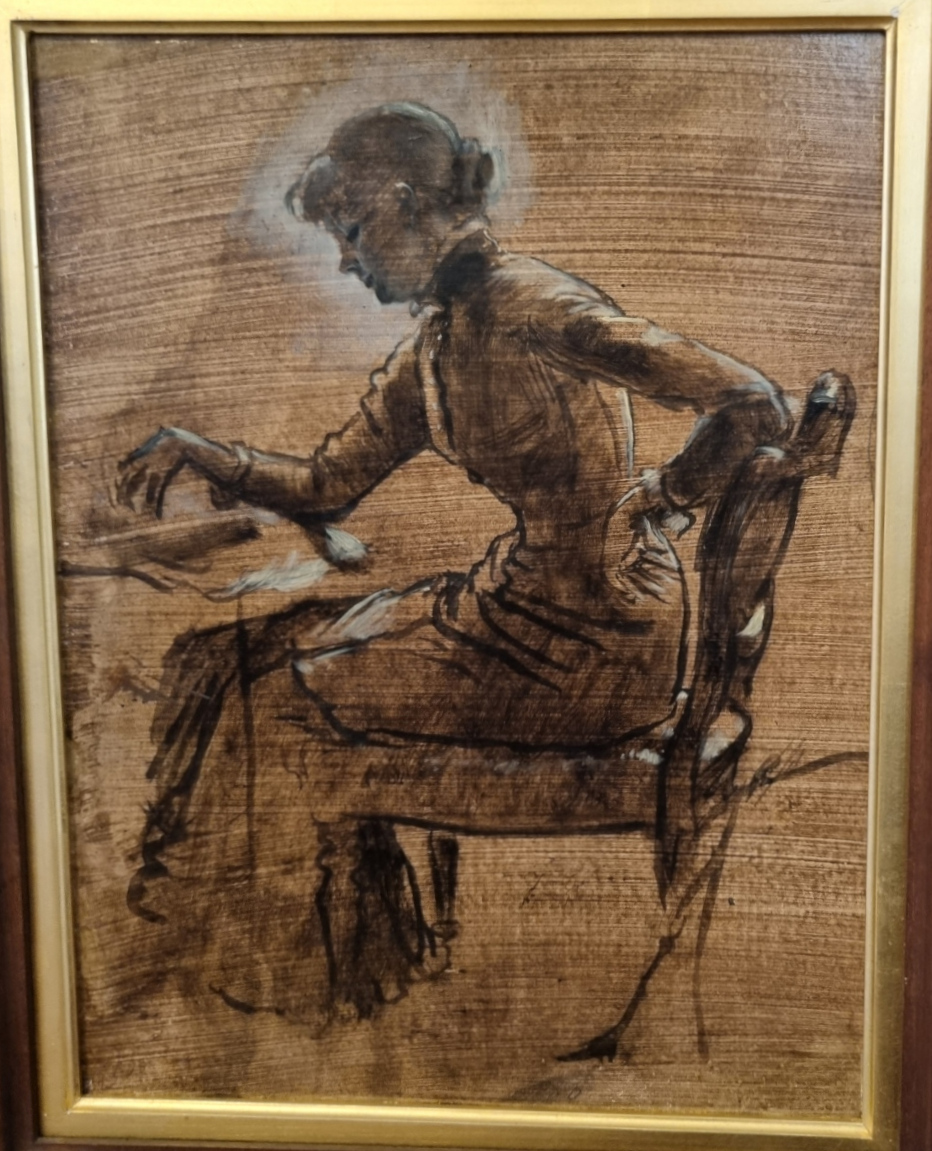
Jeune femme jouant aux échecs, J. Tissot (1877)
Arabes tunisois jouant aux échecs (vers 1889)

L'école hypermoderne apparaîtra au début du XXe siècle, se caractérisant notamment par une nouvelle approche du contrôle du centre.

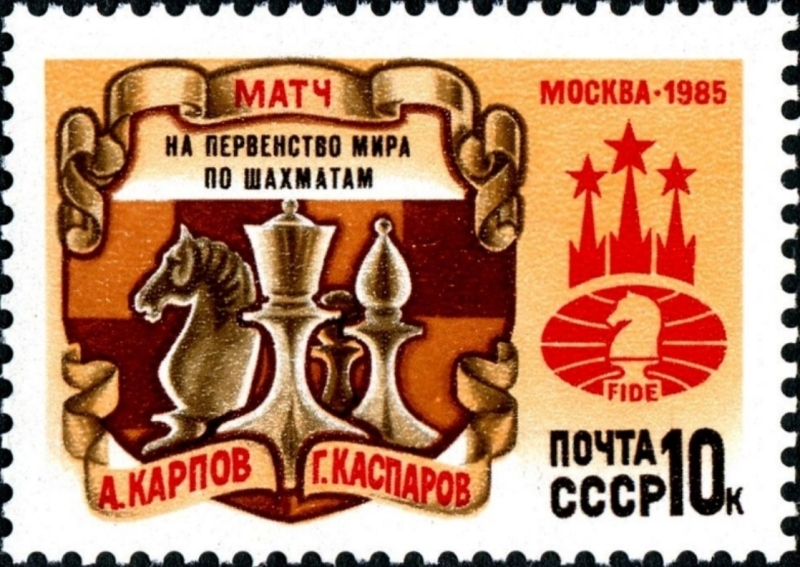
Timbre soviétique célébrant le Championnat mondial d'échecs (1985)

Au XXe siècle, l’URSS, sous l'impulsion de Nikolaï Krylenko, fait une promotion très active du jeu, le considérant comme un excellent outil de développement intellectuel. C’est, en outre, une vitrine de la formation intellectuelle soviétique qui permet à l'URSS de dominer largement une discipline prestigieuse.

### 1945-1990: un enjeu politique
Durant la guerre froide, Bobby Fischer, le premier Occidental à défier les Soviétiques au plus haut niveau, puis Viktor Kortchnoï, dissident soviétique qui parvint deux fois en finale du championnat du monde, donnent à cette compétition une véritable dimension politique.
Dans les années 1980, les tensions entre conservateurs russes et partisans de la perestroïka se cristallisent autour de l’affrontement entre Anatoli Karpov et Garry Kasparov.

### Depuis 1990: forte croissance et développement numérique

#### Dimension sportive

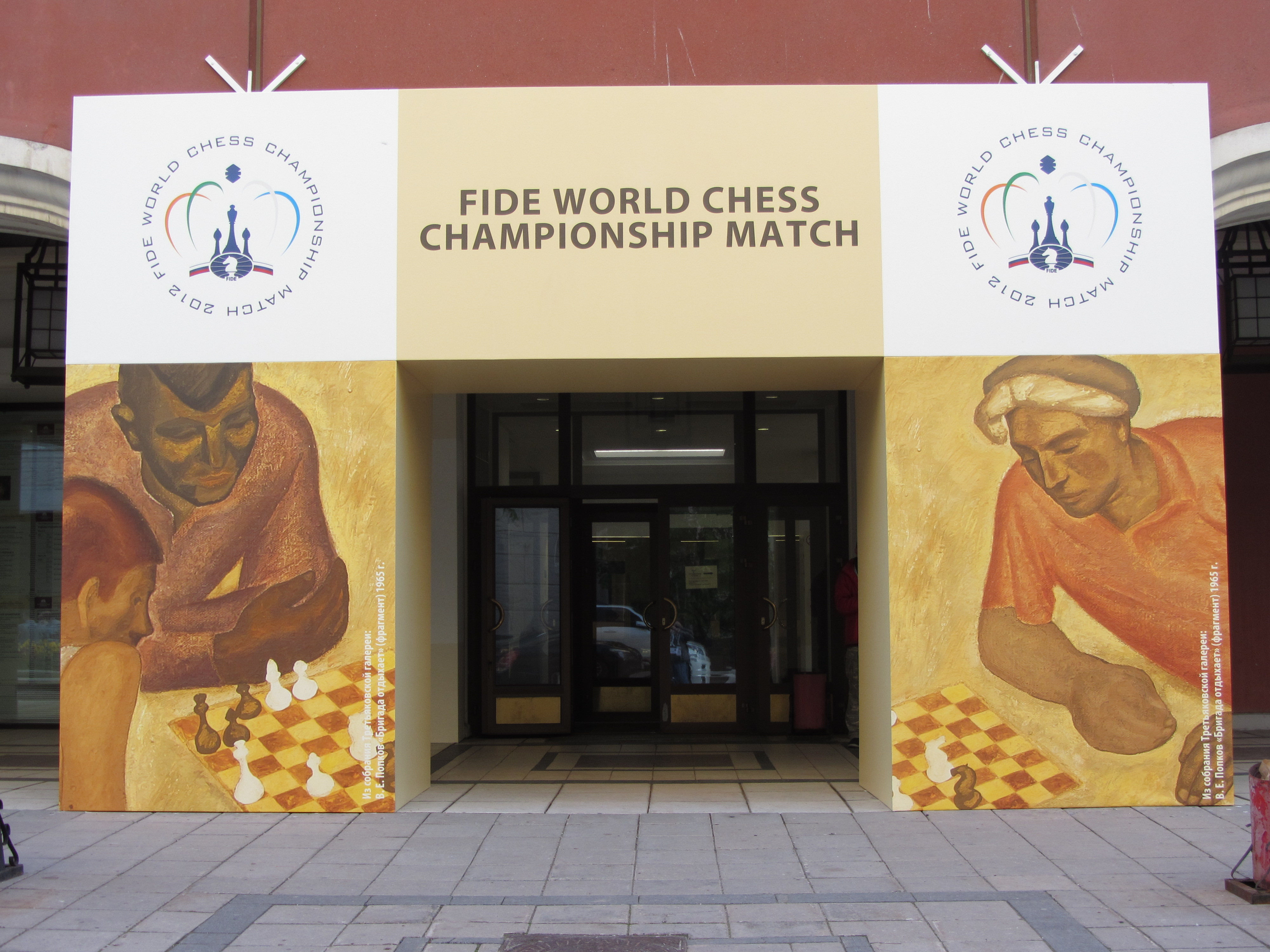
Entrée au Championnat d'échecs de Moscou, en 2012.

Depuis 1990, de nombreuses compétitions d'échecs sont organisées dans le monde entier. Depuis janvier 2000, les échecs deviennent, en France, un sport reconnu par le ministère de la Jeunesse et des Sports.
Depuis le début de l'année 2008, l’entrée de ce sport aux Jeux olympiques est discutée.
Depuis 2010, les compétitions internationales sont dominées par le Norvégien Magnus Carlsen. Numéro un mondial de manière ininterrompue depuis 2011, il atteint le score historique record de 2 882 points Elo en 2014 et devient champion du monde de 2013 à 2023, jusqu'à ce qu'il annonce alors son retrait de cette compétition en mettant en doute l'intérêt du format mis en place par la FIDE. Il continue depuis à gagner plusieurs tournois majeurs ainsi que des championnats du monde de parties rapides et de blitz. Ses successeurs au titre de champion du monde en cadence lente classique, le Chinois Ding Liren en 2023 puis l'indien Dommaraju Gukesh en 2024 (plus jeune champion de l'histoire à 18 ans), ne parviennent pas à rivaliser au classement mondial contre le Norvégien, qui reste largement en tête des classements, dans toutes les cadences officielles et aussi aux échecs aléatoires, qu'il contribue à développer en fondant le Freestyle Chess G.O.A.T. Challenge (en) en 2024 puis le Freestyle Chess Grand Slam Tour en 2025.

#### Développement informatique
À la fin du XXe siècle, la confusion concernant le titre de champion du monde, causée par la création d'un titre concurrent au sein de la Grandmaster Association fondée par Garry Kasparov, amène l’attention médiatique à se concentrer sur l’opposition entre l’humain et la machine, comme en témoigne le retentissement médiatique des matchs entre Kasparov et Deep Blue en 1996 et 1997.
Le développement de bases de données et de forts programmes accessibles au grand public gratuitement, tels que Stockfish, modifie l'apprentissage des joueurs et la préparation des compétiteurs. De plus, il y a un retour de balancier au XXIe siècle : les êtres humains n'ayant plus aucune chance face aux « monstres de silicium », l'attention se reporte sur les parties officielles entre êtres de chair et de sang, mais avec l'apport des machines, les amateurs disposant d'analyses informatiques en temps réel lors des diffusions en direct par vidéo de ces rencontres.

#### Jeu en ligne
Depuis 2020, à la suite des confinements liés à la pandémie de Covid-19, notamment après les records d'audience de la mini-série Le Jeu de la dame sur Netflix en automne, le nombre d'utilisateurs des plateformes de jeu d'échecs en ligne connaît une forte croissance. En particulier, le site Chess.com concentre ce marché après avoir racheté en 2022 les actions de l'entreprise Play Magnus Group (en), appartenant au champion du monde Magnus Carlsen, en devenant à terme propriétaire du site concurrent Chess24.com, de différents outils d'apprentissage des échecs (Chessable, Aimchess, GingerGM, iChess), du magazine New in Chess et de la maison d'édition Everyman Chess. Chess.com développe alors fortement les compétitions en ligne, en attribuant aux vainqueurs des gains nettement supérieurs aux précédents tournois en ligne et en mettant en scène des tournois entre célébrités (les Pogchamps). Le nombre d'utilisateurs de Chess.com triple en moins de trois ans, passant de 35 millions en juin 2020 à 100 millions en décembre 2022, et double encore en moins de trois ans pour atteindre 200 millions en avril 2025.

#### Dimension sociale
Les femmes font également leur apparition au plus haut niveau dans un domaine longtemps réservé de fait aux hommes. Ainsi, dans les années 2010, Judit Polgár a figuré parmi les trente meilleurs joueurs mondiaux du classement de la Fédération internationale des échecs et est même arrivée 8e en janvier 2004.
A contrario, à la fin du XXe siècle et au début du XXIe siècle, le jeu d'échecs fait l'objet de tentatives d'interdiction de la part de plusieurs régimes islamiques. Ainsi la république islamique d'Iran édicte en 1979 une interdiction qui ne sera toutefois pas durable. En 2025 le régime des talibans en Afghanistan annonce une suspension de la pratique des échecs et une dissolution de la fédération nationale, arguant que le jeu pourrait faire oublier le temps de la prière.

## Légendes
De nombreux mythes et théories existent sur l'origine du jeu d'échecs.

### Le mythe du brahmaneSissa

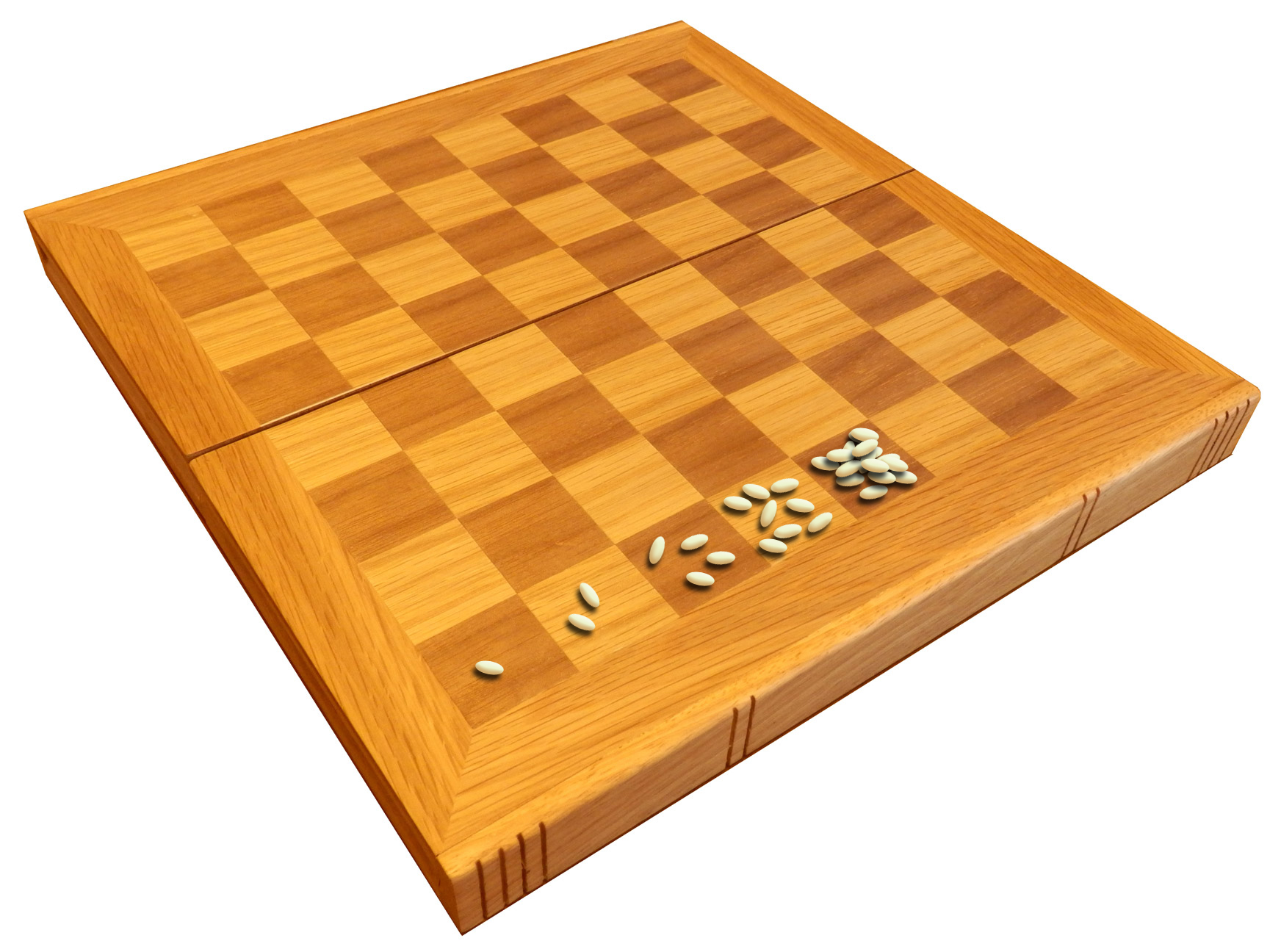
À la cinquième case, l'échiquier possède 16 grains de riz.

La légende la plus célèbre sur l'origine du jeu d'échecs raconte l'histoire d'un roi légendaire des Indes (appelé Balhait ou Shihram suivant les versions de la légende) qui cherchait à tout prix à tromper son ennui. Il promit donc une récompense exceptionnelle à qui lui proposerait une distraction qui le satisferait. Lorsque le sage Sissa, fils du Brahmane Dahir, lui présenta le jeu d'échecs, le souverain, enthousiaste, demanda à Sissa ce que celui-ci souhaitait en échange de ce cadeau extraordinaire. Humblement, Sissa demanda au prince de déposer un grain de riz sur la première case, deux sur la deuxième, quatre sur la troisième, et ainsi de suite pour remplir l'échiquier en doublant la quantité de grain à chaque case. Le prince accorda immédiatement cette récompense en apparence modeste, mais son conseiller lui expliqua qu'il venait de signer l'arrêt de mort du royaume car les récoltes de l'année ne suffiraient pas à s'acquitter du prix du jeu. En effet, sur la dernière case de l'échiquier, il faudrait déposer 263 graines, soit plus de neuf milliards de milliards de grains (9 223 372 036 854 775 808 grains précisément), et y ajouter le total des grains déposés sur les cases précédentes, ce qui fait un total de 18 446 744 073 709 551 615 grains, plus de 18 milliards de milliards (la formule de calcul est alors 264-1) ou bien plus de 1 000 fois la production mondiale de 2012. Bon prince, Sissa, qui n'avait voulu que s'amuser un peu aux dépens du roi, aurait ensuite décliné toute récompense.

### La légende du grec Palamède
Au début de notre ère, Pausanias le Périégète attribuait l'invention du dé à Palamède, un des héros de la mythologie grecque. Une légende, datant du Moyen Âge, lui attribue la création du  jeu d'échecs et situe son invention durant la guerre de Troie. Palamède aurait inventé le jeu d'échecs ainsi que d'autres jeux pour remonter le moral des troupes durant le siège de Troie : « Les Grecs lui attribuaient [à Palamède] l'invention de plusieurs lettres de leur alphabet, de la monnaie, des dés, des osselets et du jeu d'échecs »,. C'est l'origine du nom de la première revue échiquéenne, Le Palamède.

### Le mythe d'un ancêtre à quatre joueurs

#### Invention du mythe
L'orientaliste anglais William Jones (1746-1794) était un brillant linguiste. Il fut l'un des premiers à souligner les similitudes entre les langues européennes, le persan et le sanskrit. En 1790, dans son livre On the Indian Game of Chess, il expliqua le sens du mot sanskrit chaturanga comme les quatre membres de l’armée épique indienne et évoqua un chaturanga pour quatre joueurs, le chaturâjî, alors joué en Inde (il y était encore pratiqué au XIXe siècle) qui aurait figuré dans un texte sacré sanskrit, le Bhavishya Purâna.
Toutefois, Jones doutait et tenait ce jeu quadripartite pour une modification d’un jeu d'échecs primitif à deux sans dé. Jones avait là une bonne intuition mais elle fut balayée par le capitaine Hiram Cox, un officier anglais gouverneur du Bengale, qui prétendit en 1801 dans On the Burmha Game of Chess que c’était au contraire le jeu à quatre qui représentait le plus vieil ancêtre et que le chaturanga à deux en dérivait.
Plus tard, en 1860, le linguiste britannique Duncan Forbes reprit l’idée de Cox et la développa sous la forme d’une théorie complète dans son livre The History of Chess : le premier jeu d’échecs inventé se jouait à quatre joueurs et à l’aide de dés. Ce jeu serait progressivement devenu un jeu à deux, principalement à cause de la difficulté à réunir quatre protagonistes. Selon Forbes, les dés auraient été abandonnés, probablement sous la pression religieuse. Le linguiste croyait que les règles du jeu à quatre figuraient dans le Bhavishya Purâna, texte qu’il estimait vieux de 5 000 ans.

#### Les textes indiens
Toutefois, l’indianiste allemand Albrecht Weber et l’historien néerlandais Anton van der Linde démontrèrent en 1874 que les textes du Bhavishya Purâna ne pouvaient pas être aussi anciens et qu'ils ne contenaient aucune mention des échecs.
Le grand historien anglais Harold James Ruthven Murray clarifia la question dans son œuvre monumentale publiée en 1913 : A History of Chess, plus de 900 pages de très grande érudition. Il démontra que l’usage des dés ne fut jamais proscrit par les religions en Inde, où, au contraire, les représentations de divinités y jouant sont nombreuses. Murray confirma que le Bhavishya Purâna (composé au plus tôt au IIIe siècle av. J.-C.) ni aucun autre Purana ne contiennent de passages sur les échecs. La théorie dite « Cox-Forbes » venait d’être démolie.

#### Le point des connaissances actuelles
En réalité, trois textes indiens font allusion au passage cité par Jones et Forbes. Tous trois puisent dans les mêmes sources : deux textes bengalis de la fin du XVe siècle ou début du XVIe siècle, le Tithitattva de Raghunandana et le Chaturangadîpikâ de Shûlapâni. Forbes se trompait donc lourdement. Les détails, sur lesquels toutes les descriptions modernes s’appuient datent donc de 500 ans à peine et le plus ancien témoignage pour ce chaturâjî demeure un manuscrit arabe, le Tahqîq mâ li-l-Hind, un récit de voyage au Nord de l’Inde, écrit par le persan al-Bîrûnî vers 1030.
La plus ancienne référence pour le jeu à quatre provient donc du XIe siècle seulement, alors que la première mention écrite des échecs à deux, date du début du VIIe siècle, soit 400 ans auparavant, et vient de la Perse voisine.

#### Quelques commentaires
Au XIe siècle, le jeu à quatre n'est attesté qu'en Inde. S'il avait été l'ancêtre du jeu à deux, il faudrait alors expliquer pourquoi il n'aurait pas été transmis aux peuples voisins et pourquoi aucune source, écrite ou archéologique, ne l’a jamais mentionné auparavant. Il est vrai que les Indiens ne prêtaient pas beaucoup d'attention à l'écriture des règles de leurs jeux, à la différence des Arabes ou des Persans. Quelques textes sanskrits mentionnent un chaturanga au Cachemire avant l'an 1000, mais aucun ne spécifie clairement combien de joueurs y prenaient part. En revanche, al-‘Adlî, un maître arabe qui écrivait vers 840 à la cour des califes abbassides, témoigna des différences entre les règles arabes et indiennes de son temps. Son récit s’arrêta sur plusieurs détails, mais il concernait toujours le jeu d’échecs pour deux joueurs. Il ne mentionna jamais aucun jeu à quatre alors qu’il se montra curieux de présenter toutes les variations qui pouvaient exister sur les règles. Si le chaturâjî se pratiquait dès son époque, cela lui aurait donc échappé, ce qui semble improbable.
Le fait que le chaturâjî utilisait des dés fut aussi parfois souligné pour lui attribuer une plus grande antiquité. Pourtant, cela ne constitue pas un argument probant. Dans l’Orient ancien, les Arabes jouaient aux échecs oblongs, une variante sur un échiquier de 4 × 16 cases, avec deux dés au IXe siècle, soit bien avant que le chaturâjî soit attesté. Même les Européens ont continué d’utiliser les dés pour choisir leurs coups aux échecs standards jusqu’au XIIIe siècle au moins.
Tout concourt à penser que ces échecs à quatre constituent une variante du jeu à deux et non le contraire. C’était l’opinion de H.J.R. Murray en 1913, et elle reste toujours la plus plausible.

### Vidéographie
- LA FOLLE HISTOIRE DES ÉCHECS ! #1 publiée en 2025 sur YouTube par Yann Bouvier et Julien Song. Première partie d'une vidéo de vulgarisation historique et sourcée sur l'histoire des échecs.
- UNE GUERRE SUR 64 CASES ? - La folle histoire des échecs #2  publiée en 2025 sur YouTube par Yann Bouvier et Julien Song. Deuxième partie d'une vidéo de vulgarisation historique et sourcée sur l'histoire des échecs.